# Strumaria spiralis
Strumaria spiralis là một loài thực vật có hoa trong họ Amaryllidaceae. Loài này được (L'Hér.) W.T.Aiton miêu tả khoa học đầu tiên năm 1811.